# Mylabris smaragdina
Mylabris smaragdina là một loài bọ cánh cứng trong họ Meloidae. Loài này được Gebler miêu tả khoa học năm 1841.